# Constantijn II van Georgië
Constantijn II (Georgisch: კონსტანტინე II, Konstantine II) (ca. 1447-1505), uit het huis Bagrationi, was koning van Georgië sinds 1478. In de jaren 1490 werd hij gedwongen om de onafhankelijkheid van Imeretië en Kachetië te erkennen en werd zijn macht beperkt tot Kartli.
Hij was kleinkind van Alexander I van Georgië die regeerde van 1412 tot 1443. In 1465 werd hij samen met zijn onkel koning George VIII van Georgië gevangengenomen door de atabeg (gouverneur) van Samtsche. Hij wist echter te ontsnappen aan de gevangenschap en door de afwezigheid van koning Bagrat II van Imereti probeerde hij om de controle te grijpen van Koetaisi, de hoofdstad van Imereti.

## Huwelijken en kinderen
In 1473 trouwde Constantijn met Tamar (gestorven 1492) en zij kregen zeven zoons
- David X van Kartli
- George IX van Kartli
- Demetrius
- Vakhtang
- Alexander
- Bagrat I van Moechrani
- Melkisedek II, Katholikos-patriarch van Geheel Georgië (Kartli) (1538-1541)